# Hogna filicum
Hogna filicum är en spindelart som först beskrevs av Karsch 1880.  Hogna filicum ingår i släktet Hogna och familjen vargspindlar. Inga underarter finns listade i Catalogue of Life.